# 崇文街道 (孝义市)
崇文街道，是中华人民共和国山西省吕梁市孝义市下辖的一个乡镇级行政单位。

## 行政区划
崇文街道下辖以下地区：
新建社区、汾青化工厂社区、瑶圃村、大虢城村、居义村、留义村、桃园堡村、苏家庄村和宋家庄村。